# Géométrie algébrique
Pour les articles homonymes, voir Algébrique.
Ne doit pas être confondu avec algèbre géométrique ou Algèbre géométrique (structure).
 (mars 2014).
Si vous disposez d'ouvrages ou d'articles de référence ou si vous connaissez des sites web de qualité traitant du thème abordé ici, merci de compléter l'article en donnant les références utiles à sa vérifiabilité et en les liant à la section « Notes et références ».

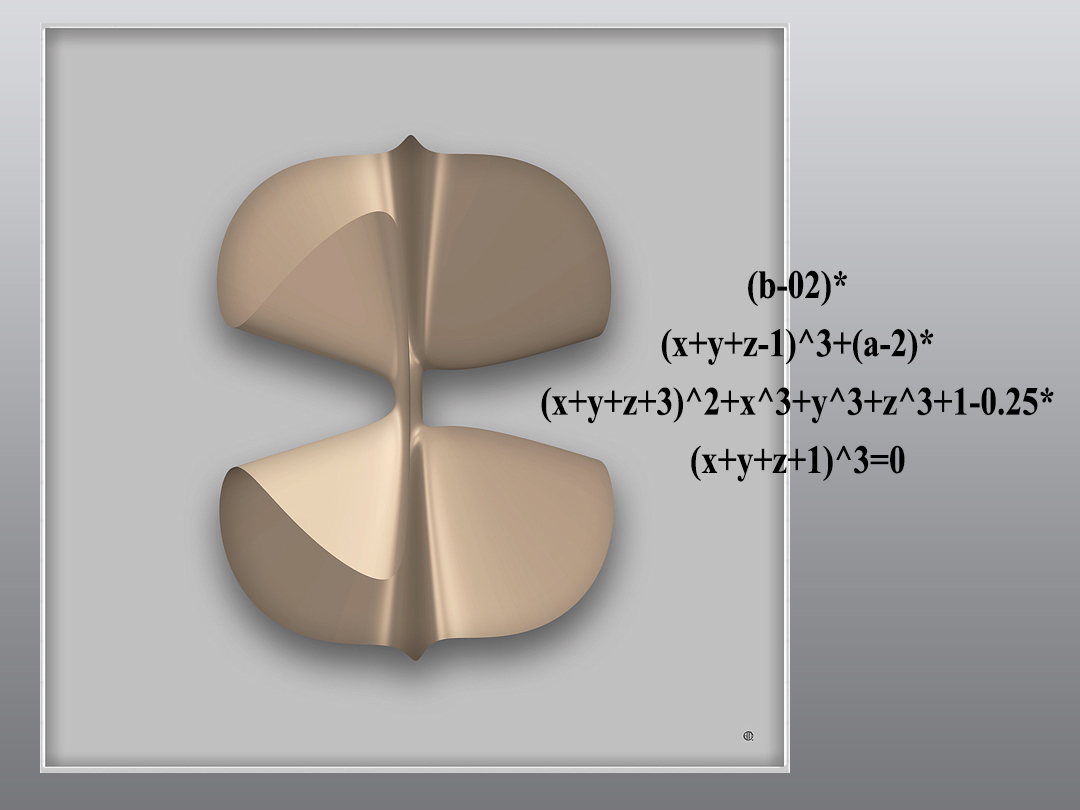
La géométrie algébrique est l’étude des géométries qui proviennent de l’algèbre. Elle comprend l’étude des propriétés géométriques de solutions aux équations polynomiales. La surface cubique de Cayley, définie par un polynôme de degré 3, est la surface cubique unique ayant quatre points doubles ordinaires.

La géométrie algébrique est un domaine des mathématiques qui, historiquement, s'est d'abord intéressé à des objets géométriques (courbes, surfaces…) composés des points dont les coordonnées vérifiaient des équations ne faisant intervenir que des sommes et des produits (par exemple le cercle unité dans le plan rapporté à un repère orthonormé admet pour équation {\displaystyle x^{2}+y^{2}=1}). La simplicité de cette définition fait qu'elle embrasse un grand nombre d'objets et qu'elle permet de développer une théorie riche. Les besoins théoriques ont contraint les mathématiciennes et mathématiciens à introduire des objets plus généraux dont l'étude a eu des applications bien au-delà de la simple géométrie algébrique ; en théorie des nombres par exemple, cela a conduit à une preuve du grand théorème de Fermat.
Cette branche des mathématiques n'a désormais plus grand-chose à voir avec la géométrie analytique dont elle est en partie issue.

## Histoire
Les premiers travaux de cette nature remontent aux mathématiques arabes. Omar Khayyam proposa une méthode de résolution des équations cubiques par intersection d'un cercle et d'une parabole. Il combina la trigonométrie et les approximations fonctionnelles pour obtenir des méthodes de résolution géométriques des équations algébriques. Cette branche des mathématiques est maintenant appelée algèbre géométrique.
La Géométrie de Descartes, inaugurant l'étude des courbes algébriques par les méthodes de la géométrie analytique, marque la deuxième grande étape dans la genèse de cette discipline.
À proprement parler, il faut attendre le début du vingtième siècle pour que la géométrie algébrique devienne un domaine à part entière. Cela fut initié, d'une part, par les travaux de David Hilbert, notamment son théorème des zéros, qui permettent de s’affranchir des méthodes de l'analyse pour n'utiliser que des méthodes algébriques (algèbre commutative). Cela fut développé, d'autre part, par l'école italienne de la fin du XIXe siècle (Enriques, Chisini, Castelnuovo, Segre…). Ces géomètres étudiaient courbes et surfaces de l'espace projectif (réel et complexe). Ils introduisirent les notions de points voisins, points proches, points génériques afin d'avoir une interprétation géométrique du théorème de Bézout. Le style assez libre de l'école italienne reste éloigné de la rigueur actuelle. Ce fut principalement André Weil qui introduisit, vers la fin des années 1930, un formalisme permettant de démontrer rigoureusement leurs résultats. Les travaux du Français Émile Picard conduisirent au groupe des diviseurs et au groupe qui porte son nom. On peut aussi mentionner les travaux de Max Noether en Allemagne.
Après 1930, les écoles américaine (Zariski, Mumford…), allemande (Noether, Brauer), russe (Kolmogorov…) et française (Weil, Chevalley…) développèrent sous une forme plus algébrique l'étude des variétés sur un corps commutatif quelconque en utilisant essentiellement la théorie des anneaux.
Dans les années 1950, elle fut totalement transformée par les travaux de l'école française sous l'impulsion de Pierre Samuel, d'Henri Cartan, de Jean-Pierre Serre et d'Alexandre Grothendieck.
En une décennie, le domaine se développa, répondant à des questions classiques sur la géométrie des variétés algébriques. Des applications furent très vite trouvées en théorie des nombres. Jean-Pierre Serre et Alexandre Grothendieck établirent les bases de la théorie des faisceaux, et la notion de schéma s'imposa vers 1960.
La démonstration du théorème de Fermat-Wiles est un exemple notable d'application à la théorie des nombres de concepts de géométrie algébrique : les courbes elliptiques. Elle est en cela un des grands succès de la théorie.

## Balbutiements
L'introduction des coordonnées par René Descartes permet de faire un lien entre certains objets géométriques et certaines équations algébriques, ne faisant intervenir que les quatre opérations élémentaires. Cette propriété ne dépend pas du choix du système de coordonnées, car cela revient à effectuer une transformation affine qui ne change pas l'éventuelle nature algébrique des équations satisfaites par les points dudit objet. C'est par exemple le cas :
- des droites ({\displaystyle ax+by+c=0} dans le plan), des plans et plus généralement des sous-espaces affines d'un espace affine ;
- des coniques : cercles, ellipses, paraboles ({\displaystyle y-x^{2}=0} par exemple), hyperboles ({\displaystyle xy-1=0} par exemple).

Mais, par exemple, ce n'est pas le cas de la sinusoïde (elle rencontre une infinité de fois la droite {\displaystyle y=0} ce qui est impossible : supposons qu'elle soit donnée par une seule équation polynomiale {\displaystyle f(x,y)=0}. Comme le polynôme en une variable {\displaystyle f(x,0)} s'annule une infinité de fois, il est identiquement nul et {\displaystyle f} s'annule donc sur l'axe {\displaystyle y=0}, ce qui n'est pas le cas).

## Théorème des zéros de Hilbert
Étant donné un corps algébriquement clos {\displaystyle k}, on appellera plus généralement sous-variété algébrique affine de {\displaystyle k^{n}} tout sous-ensemble de {\displaystyle k^{n}} qui soit le lieu d'annulation commun d'un certain nombre de polynômes à {\displaystyle n} variables et à coefficients dans {\displaystyle k}. Ce qu'on notera ici {\displaystyle Z(f_{i},i\in I)} où {\displaystyle f_{i}\in k[\mathrm {X} _{1},\dots ,\mathrm {X} _{n}]}. C'est ici qu'intervient le premier lien avec l'algèbre commutative à travers le Nullstellensatz qui énonce une correspondance bijective entre sous-variétés algébriques affines de {\displaystyle k^{n}} et idéaux réduits de {\displaystyle k[\mathrm {X} _{1},\dots ,\mathrm {X} _{n}]}. L'aspect noethérien de cet anneau se traduit par le fait que la variété affine est toujours le lieu d'annulation commun d'un nombre fini de polynômes. Il implique aussi la décomposition unique de la variété en sous-variétés dites irréductibles. Dans notre correspondance, celles-ci correspondent aux idéaux premiers. Les idéaux maximaux correspondent, eux, aux points.
Il est courant pour étudier un objet, d'étudier certaines bonnes fonctions partant de cet objet (dual d'un espace vectoriel, caractères d'un groupe…). Il s'agit ici des fonctions dites régulières : elles partent de la variété et aboutissent dans {\displaystyle k} en s'exprimant polynomialement en les coordonnées. L'ensemble des fonctions régulières est isomorphe à la {\displaystyle k}-algèbre réduite de type fini {\displaystyle {\frac {k[\mathrm {X} _{1},\dots ,\mathrm {X} _{n}]}{I}}} où {\displaystyle I} est l'idéal réduit associé à la variété. Si l'on décrète qu'un morphisme d'une variété {\displaystyle V\subset k^{n}} vers une variété {\displaystyle W\subset k^{m}} est de la forme {\displaystyle (f_{1}(x_{1},\dots ,x_{n}),\dots ,f_{m}(x_{1},\dots ,x_{n}))} alors on obtient une catégorie (attention : ce n'est pas bien défini, ce n'est pas intrinsèque) qui est alors équivalente à celle des {\displaystyle k}-algèbres réduites de type fini munie des morphismes de {\displaystyle k}-algèbres, et l'étude géométrique pourrait se résumer à une question d'algèbre commutative. Ce seul cadre ne saurait répondre convenablement à de nombreuses questions.

## Le théorème de Bézout
On peut assez vite remarquer que si deux courbes planes n'ont pas de composante commune, alors elles se coupent en un nombre fini de points. Ce nombre est majoré par le produit des degrés des deux courbes (une application du résultant peut le justifier). Ainsi une conique rencontre au plus deux fois une droite. Le théorème de Bézout affirme qu'il s'agit en fait d'une égalité à condition de se plonger dans le bon cadre.
Le premier obstacle est l'absence de points de rencontre : typiquement le cercle {\displaystyle Z(x^{2}+y^{2}-1)} et la droite {\displaystyle Z(y-2)} ne se coupent pas. C'est un problème algébrique ; pour pallier ce défaut il faut autoriser les coordonnées à vivre dans une clôture algébrique du corps de base.
On rencontre le second obstacle en observant deux droites parallèles, qui justement ne se coupent pas. C'est un problème qu'on pourrait qualifier de « global ». On y remédie en considérant qu'elles se rencontrent à l'infini. Plus précisément on identifie un point {\displaystyle (x,y)\in k^{2}} à la droite passant par l'origine et le point {\displaystyle (x,y,1)\in k^{3}}. Les autres droites, celles (passant par l’origine) contenues dans le plan de {\displaystyle k^{3}}d’équation {\displaystyle z=0}, sont les points qui nous manquaient, et toutes ensemble, elles constituent {\displaystyle \mathbb {P} ^{2}(k)} l'espace projectif associé à {\displaystyle k^{2}}. Par exemple partant de {\displaystyle Z(y)} et {\displaystyle Z(y-1)}, on associe les variétés « homogénéisées » {\displaystyle Z(y)} et {\displaystyle Z(y-z)} de {\displaystyle \mathbb {P} ^{2}(k)}, i.e. les droites passant par l'origine et les points {\displaystyle (z=1,y=0)} et {\displaystyle (z=1,y=1)} respectivement, mais aussi, et on trouve notre point d'intersection, la droite {\displaystyle Z(y,z)}.
Le dernier obstacle vient des points de contact multiple : la parabole {\displaystyle Z(y-x^{2})} et la droite {\displaystyle Z(y)} se coupent uniquement en {\displaystyle (0,0)} même dans {\displaystyle \mathbb {P} ^{2}(\mathbb {C} }) : il faut considérer les équations {\displaystyle zy-x^{2}=0} et {\displaystyle y=0} qui ont pour seule droite commune {\displaystyle (y=0,x=0)}. Pour y remédier, il faut définir la notion de multiplicité, c'est un problème qu'on pourrait qualifier de « local ». Dans l'exemple précédent l'objet à considérer est {\displaystyle k[\mathrm {X} ,\mathrm {Y} ]/(\mathrm {Y} -\mathrm {X} ^{2},\mathrm {Y} )\sim k[\mathrm {X} ]/(\mathrm {X} ^{2})}, k-algèbre de dimension vectorielle 2 qui reflète la « multiplicité ».
On est alors amené à considérer des objets plus généraux. À l'instar de ce qui se fait en géométrie différentielle, il s'agira d'objet globaux qui localement ressemblent à nos modèles : les variétés affines. On commencera donc par caractériser les variétés affines de façon intrinsèque, i.e. qui ne fera pas référence au choix d'un système de coordonnées. Avant cela voyons une « application » d'un problème d'intersection. L'équation {\displaystyle x^{2}+y^{2}=1} représente le cercle centré en l'origine et de rayon 1. Il passe par le point {\displaystyle (-1,0)}, par suite toute droite passant par ce point « doit » recouper le cercle (a priori peut-être sur des points complexes à l'infini…). Une telle droite est « caractérisée » par sa pente {\displaystyle t}, à condition de s'autoriser {\displaystyle t=\infty } pour la droite verticale {\displaystyle x=-1} (en résumé : la famille des droites passant par un point donné est paramétrée par la droite projective). Une telle droite {\displaystyle D_{t},} d'équation {\displaystyle y=t(x+1),} recoupe le cercle en un point vérifiant alors {\displaystyle 0=t^{2}(x+1)^{2}+x^{2}-1=(t^{2}+1)x^{2}+2t^{2}x+(t^{2}-1)=(t^{2}+1)(x+1)\left(x-{\frac {1-t^{2}}{t^{2}+1}}\right)} où l'on a développé puis factorisé par la racine évidente (car {\displaystyle D_{t}} passe par {\displaystyle (-1,0})) {\displaystyle x=-1.} L'autre point d'intersection est donc {\displaystyle \left({\frac {1-t^{2}}{t^{2}+1}},t\left({\frac {1-t^{2}}{t^{2}+1}}+1\right)\right)=\left({\frac {1-t^{2}}{t^{2}+1}},{\frac {2t}{t^{2}+1}}\right)}, pour {\displaystyle t\in k} et {\displaystyle (-1,0)} pour {\displaystyle t=\infty } (remarquer que dans le cas de {\displaystyle \mathbb {R} } cela est cohérent avec les limites). Par rapport au paramétrage réel en ({\displaystyle \cos \theta ,\sin \theta }) celui-ci à le mérite de ne faire intervenir qu'une fonction rationnelle (des sommes, produits, divisions), alors que cosinus et sinus n'en sont pas.
Une telle paramétrisation peut permettre de résoudre quelques problèmes. Cela conduit en effet à une description des triplets pythagoriciens et cela permet également d'intégrer toute fonction rationnelle en {\displaystyle \cos \theta ,\sin \theta } (au vu du dessin et du théorème de l'angle au centre il s'agit du changement de variable {\displaystyle t=\tan {\frac {\theta }{2}}}). L'existence d'une telle paramétrisation est un fait remarquable ; de telles courbes sont dites unicursales. C'est par exemple le cas de :
- {\displaystyle Z(y^{2}-x^{3})} paramétrée par {\displaystyle (t^{3},t^{2})} obtenu par les droites {\displaystyle D_{t}=Z(y-tx)} passant par le point double {\displaystyle (0,0)},
- {\displaystyle Z(y^{2}-(x+1)x^{2})} paramétrée par {\displaystyle (t^{2}-1,t^{3}-t)} obtenu par les droites {\displaystyle D_{t}=Z(y-tx)} passant par le point double {\displaystyle (0,0)}.

Mais ce n'est pas le cas de {\displaystyle x^{n}+y^{n}=1} pour {\displaystyle n>2}, car avec des paramètres rationnels on obtiendrait une infinité de solutions à coefficients rationnels (car il existe déjà {\displaystyle (1,0)}) ce qui contredirait le grand théorème de Fermat, ainsi qu'un léger détail sur les intégrales elliptiques[réf. nécessaire]…

## Aspects locaux
Avant de pouvoir parler proprement de problèmes locaux, il faut définir une topologie sur les variétés affines ; bien sûr, quand le corps de base est {\displaystyle \mathbb {R} } ou {\displaystyle \mathbb {C} }, on pourrait envisager de transporter la topologie euclidienne usuelle, mais celle-ci est beaucoup trop riche. Essentiellement, on a juste besoin que les polynômes soient continus. Pour l'instant, on ne dispose pas de topologie sur le corps de base, mais il ne serait pas trop demander que {\displaystyle \{0\}} soit fermé (et aussi par homogénéité tous les singletons et par suite toute réunion finie de singletons : cela donne bien une topologie dite cofinie). Ainsi, on décrète fermés tous les {\displaystyle Z(f)} où {\displaystyle f} est un élément de la {\displaystyle k}-algèbre des fonctions régulières, c'est-à-dire un polynôme défini à un élément de l'idéal {\displaystyle I(V)} près. On peut vérifier qu'eux seuls constituent bien les fermés d'une certaine topologie, dite de Zariski. Il n'est pas question ici d'en faire le tour des propriétés, mentionnons seulement qu'une base d'ouverts est fournie par les {\displaystyle D(f):=\{P\in V/f(P)\neq 0\}}.
La nature locale d'une variété (topologique, {\displaystyle C^{k}}, différentielle, analytique ou bien algébrique) peut être caractérisée par le jeu des bonnes fonctions que l'on s'autorise (respectivement : continues, {\displaystyle C^{k}}, différentiables, analytiques, « polynomiales »). Cela dit, à chaque ouvert {\displaystyle U} de ces variétés, on associe l'ensemble des bonnes fonctions {\displaystyle {\mathcal {F}}(U)}. Celles-ci sont à valeur dans un corps et on peut alors en définir la somme et le produit, ce qui confère à {\displaystyle {\mathcal {F}}(U)} une structure d'anneau. Comme la propriété d'être « bonne » est de nature locale, la restriction d'une bonne fonction restera une bonne fonction. On dispose ainsi de morphismes {\displaystyle {\mathcal {F}}(U)\to {\mathcal {F}}(V)} à chaque fois que {\displaystyle V\subset U}. Enfin, si on se donne des bonnes fonctions sur des ouverts {\displaystyle U_{i}} qui coïncident sur les intersections, on peut définir une bonne fonction sur la réunion des {\displaystyle U_{i}}. C'est la seule à satisfaire ceci. On dit alors que {\displaystyle U\mapsto {\mathcal {F}}(U)} est un faisceau de fonctions. La donnée d'anneaux qui satisferaient ces propriétés s'appelle un faisceau d'anneaux.
Ce faisceau permet une description fine de ce qui se passe au voisinage d'un point {\displaystyle P} de la variété à travers l'anneau des germes de fonctions {\displaystyle {\mathcal {F}}_{P}}. Il s'agit de l'ensemble des couples {\displaystyle (U,f)} où {\displaystyle U} est ouvert contenant {\displaystyle P} et {\displaystyle f\in {\mathcal {F}}(U)} où l'on identifie {\displaystyle (U,f)} et {\displaystyle (V,g)} si {\displaystyle f} et {\displaystyle g} coïncident sur un voisinage de {\displaystyle P}. De façon formelle, il s'agit de la limite directe des anneaux {\displaystyle {\mathcal {F}}(U)}, {\displaystyle U\ni P}, ce qui permet une définition même quand il s'agit d'un simple faisceau (pas nécessairement de fonctions). Dans le cas de bonnes fonctions, la valeur {\displaystyle f(P)} a un sens pour un germe {\displaystyle (U,f)}. Comme les fonctions constantes seront « bonnes », on voit que l'ensemble {\displaystyle m_{P}} des germes s'annulant en {\displaystyle P} est un idéal maximal ({\displaystyle {\mathcal {F}}_{P}/m_{P}\sim k}). De plus, on est en droit d'attendre qu'un germe non nul en {\displaystyle P} soit non nul sur un voisinage de {\displaystyle P} et admette alors un germe inverse. Bref, l'anneau {\displaystyle {\mathcal {F}}_{P}} est alors la réunion disjointe de ses inversibles et de son unique idéal maximal : c'est un anneau local. Un espace topologique muni d'un tel faisceau est appelé espace annelé en anneaux locaux. Notons qu'alors un morphisme {\displaystyle \phi } entre variétés {\displaystyle X} et {\displaystyle Y} induit par composition des morphismes {\displaystyle {\mathcal {G}}(V)\to {\mathcal {F}}(\phi ^{-1}(V))} pour tout ouvert {\displaystyle V} de {\displaystyle Y} et tout faisceau {\displaystyle {\mathcal {F}}} (resp. : {\displaystyle {\mathcal {G}}}) sur {\displaystyle X} (resp. : {\displaystyle Y}) qui eux-mêmes induisent des morphismes {\displaystyle {\mathcal {G}}_{\phi (P)}\to {\mathcal {F}}_{P}} envoyant un germe s'annulant en {\displaystyle \phi (P)} sur un germe s'annulant en {\displaystyle P}. C'est ce qu'on retiendra pour la définition d'un morphisme entre espaces annelés en anneaux locaux.
L'anneau des germes {\displaystyle {\mathcal {F}}_{P}} est d'une importance capitale : dans le cas des variétés différentielles, on peut y lire l'espace tangent. Il est en effet isomorphe au dual du {\displaystyle k}-espace vectoriel {\displaystyle m_{P}/m_{P}^{2}}. C'est ce dernier qu'on prendra comme définition d'espace tangent, dit de Zariski. Il coïncide avec la définition « géométrie différentielle » qui avait besoin d'un corps « gentil » ({\displaystyle \mathbb {R} } ou {\displaystyle \mathbb {C} }) et d'une condition de régularité. Cela posait problème en gros dans deux cas :
- Pour les courbes de niveau d'une fonction dont trop de dérivés partielles s'annulaient (critère jacobien), or c'est le cas par exemple de {\displaystyle y^{2}-x^{3}} ;
- Pour des courbes non injectives, or c'est le cas par exemple de {\displaystyle y^{2}-(x+1)x^{2}}.

Dans les deux cas, l'espace tangent est de dimension strictement supérieure à 1 qui est celle de la courbe. On peut définir une notion de dimension pour une {\displaystyle k}-variété affine (dimension de Krull de l'anneau des fonctions régulières) et une, toujours plus grande, pour l'espace tangent. La « lissitude » a précisément lieu dans le cas d'égalité.
Dans le cas d'une variété affine définie par un idéal réduit {\displaystyle I}, une base de la topologie est donnée par les ouverts {\displaystyle D(f)=\{P\in V/f(P)\neq 0\}} où {\displaystyle f} est une fonction régulière. Comme {\displaystyle f} est non nulle sur cet ouvert, on devrait pouvoir l'inverser, et en effet il existe un faisceau d'anneaux où {\displaystyle {\mathcal {F}}(D(f))} s'identifie au localisé de la {\displaystyle k}-algèbre des fonctions régulières suivant la partie multiplicative des puissances de {\displaystyle f}. On peut alors montrer que l'anneau des germes en un point {\displaystyle P}, qui correspond à un idéal maximal, s'identifie lui au localisé suivant le complémentaire dudit idéal maximal. Ceci conduit à associer à n'importe quel anneau {\displaystyle A}, et pas seulement pour une {\displaystyle k}-algèbre réduite de type finie, un espace localement annelé en anneaux locaux. Pour des raisons techniques, il faut considérer l'ensemble des idéaux premiers de {\displaystyle A} et pas seulement maximaux, muni d'une topologie engendrée par les {\displaystyle D(f)=\{{\mathfrak {p}}~\mathrm {id{\acute {e}}al~premier~tel~que} ~{\mathfrak {p}}\not \ni f\}}, {\displaystyle f\in A} et du faisceau susmentionné. Les germes étant des localisés, on obtient bien un espace localement annelé en anneaux locaux, appelé le spectre de {\displaystyle A}. On s'affranchit ainsi des contraintes suivantes :
- Plus d'hypothèse réduite, ce qui permet de distinguer le point {\displaystyle x=0} du point « double » {\displaystyle x^{2}=0} sur la droite ;
- Plus de corps de base algébriquement clos voire plus de corps de base du tout, ce qui pourra s'avérer utile en arithmétique ;
- Plus d'hypothèses de finitude, ce qui est techniquement gênant mais peut être remplacé par de la « noethériannité ».

On généralise la dimension de la variété par la dimension de Krull de l'anneau {\displaystyle A}, et celle de l'espace tangent en {\displaystyle {\mathfrak {p}}} par le nombre de générateurs de l'idéal maximal {\displaystyle {\mathfrak {p}}A_{\mathfrak {p}}}. {\displaystyle {\mathfrak {p}}} sera dit régulier, et cela généralisera les cas précédents, quand {\displaystyle A_{\mathfrak {p}}} sera un anneau local régulier.

## Aspects globaux
À l'instar de ce qu'on fait en géométrie différentielle, on pourrait définir nos objets globaux comme étant des espaces topologiques, mais qui ressemblent localement à une variété affine en imposant en outre des changements de cartes polynomiaux. Ce n'est pas ce point de vue que l'on choisit, mais celui des faisceaux. On appelle alors schéma tout espace annelé en anneau locaux qui admet un recouvrement par des ouverts {\displaystyle U_{i}}, qui munis du faisceau induit, sont isomorphes à des spectres d'anneaux {\displaystyle A_{i}}. Un morphisme entre schémas n'est rien d'autre qu'un morphisme d'espaces annelés en anneaux locaux.
Pour étudier un tel schéma {\displaystyle X}, on peut s'intéresser à l'ensemble des bonnes fonctions {\displaystyle \Gamma (X)}, celles qui sont localement régulières ; ceci souffre de deux défauts :
- Un défaut d'exactitude, ce qui donne lieu à une cohomologie des faisceaux, autrement dit une suite de groupes {\displaystyle H^{n}} mesurant le défaut d'exactitude de {\displaystyle H^{0}=\Gamma (X)}. Lorsque {\displaystyle X} est une {\displaystyle k}-variété, les {\displaystyle H^{n}} sont des {\displaystyle k}-espaces vectoriels de dimension finie et même nuls pour tout indice plus grand que la dimension du schéma ;
- Une trop grande rigidité. On peut alors élargir la classe des bonnes fonctions aux fonctions rationnelles en inversant les fonctions régulières non identiquement nulles. Ce ne sont plus des fonctions à proprement parler car « le dénominateur peut s'annuler ».

Dans le cas d'une courbe lisse irréductible, le corps des fonctions rationnelles s'identifiant aux corps des fractions de l'anneau des fonctions régulières, il contient tous les anneaux de germes qui en sont des localisés. Comme ils sont de plus réguliers et de dimension 1, ils sont de valuation discrète. Une telle valuation s'étend aux fonctions rationnelles et mesure précisément la multiplicité du point : dans le cas positif, c'est un zéro, dans le cas négatif, un pôle et sauf pour un nombre fini de point c'est nul. On étudie alors des espaces de fonctions rationnelles astreintes à avoir des zéros en {\displaystyle P} de multiplicité au moins {\displaystyle n_{P}>0} et des pôles d'ordre au plus {\displaystyle n_{P}<0}. Le théorème de Riemann-Roch relie la dimension d'un tel espace au genre de la courbe.
Plus généralement, on appelle diviseur sur une courbe (cela peut s'étendre en dimension plus grande) toute somme finie de points fermés de la courbe {\displaystyle P} {\displaystyle \sum _{fini}n_{P}.} On appelle degré d'un tel diviseur l'entier relatif {\displaystyle \sum _{fini}n_{P}[k(P):k]} où {\displaystyle [k(P):k]} désigne « le degré du point » : typiquement, les points réels d'un schéma réel sont de degré 1 et les points complexes de degré 2 (cf. {\displaystyle x^{2}+1\in \mathrm {Spec} \mathbb {R} [x]}). On a vu que dans le cas irréductible lisse on pouvait associer à toute fonction rationnelle {\displaystyle f} non nulle le diviseur donné par ses zéros et pôles, noté {\displaystyle (f)}. Au vu des propriétés des valuations discrètes, l'application {\displaystyle f\mapsto (f)} est un morphisme de groupes dont l'image forme le groupe des diviseurs principaux. La co-image est appelée groupe de Picard. Comme {\displaystyle \deg(f)=0}, le degré d'un diviseur ne dépend pas de sa classe d'équivalence, on peut alors voir les éléments de degré 0 du groupe de Picard comme les points fermés d'une certaine variété associée à la courbe, appelée sa jacobienne. Dans le cas d'une courbe elliptique, la jacobienne est isomorphe à la courbe et dans le cas général, la jacobienne garde une structure de groupe compatible avec sa nature de variété ; on parle alors de groupe algébrique.

## Quelques thèmes

### Groupes algébriques
On vient de rencontrer un groupe algébrique, qui plus est commutatif ; {\displaystyle k} et {\displaystyle k^{*}} en sont deux autres exemples (pour l'addition et la multiplication respectivement). D'autres groupes algébriques (non nécessairement commutatifs) existent naturellement : {\displaystyle GL_{n}(k)} est en effet un ouvert de Zariski de {\displaystyle k^{(n^{2})}} (le déterminant est polynomial en les coordonnées) et les formules de multiplication et de passage à l'inverse ({\displaystyle {\frac {1}{\det }}Com^{*}}) sont également polynomiales. Beaucoup de ses sous-groupes sont de nature algébrique ({\displaystyle SL_{n}}, {\displaystyle O_{n}(\mathbb {R} )}, {\displaystyle U_{n}(\mathbb {C} )}…). La nature du corps de base intervient ici de façon cruciale, ne serait-ce que parce qu'on peut parler de groupe de Lie dans le cas réel par exemple.

### Extension des scalaires
De manière générale, les cas {\displaystyle k=\mathbb {R} } ou {\displaystyle k=\mathbb {C} } reçoivent des soins particuliers faisant intervenir leur nature topologique ou analytique. La géométrie algébrique complexe est sans doute la plus élaborée puisqu'elle peut mettre à profit le théorème fondamental de l'algèbre. Dans l'étude des schémas réels, on aura parfois intérêt à considérer le schéma complexe associé par extension des scalaires, puis à revenir au problème réel en considérant les points fixes de l'action de la conjugaison. C'est sûrement en géométrie arithmétique que ces changements de scalaires sont les plus utiles. Par exemple, à une équation dans {\displaystyle \mathbb {Z} }, on associera souvent les schémas induits sur Fp par réduction modulo {\displaystyle p}, ou sur des complétions p-adiques de {\displaystyle \mathbb {Q} }. À la différence des cas réels et complexes, les problèmes de caractéristique sont ici récurrents…